# کمه‌جوش
کَمِه‌جوش از غذاهای محلی سبزوار و شمال خراسان است. برخی از اقوام خراسان آن را قورُتو یا قَتِرتو هم می‌نامند و کردهای خراسان آن را ده‌وکه‌لی (دوغ گرم) می‌نامند که البته تنها تفاوت آن با کمه جوش در استفاده از دوغ به جای کمه است. این غذا در عین سادگی از خوشمزه ترین غذاهای محلی ایران است.
این غذا به همراه پیاز خام، خیار قلمی و سبزیجات و در برخی مناطق به همراه نیمرو، گردو هم سرو می‌شود.